# Río Meurthe
El río Meurthe (en español áurico, Meurta) es un río de Francia, un afluente del río Mosela por la derecha. Nace en la cordillera de los Vosgos, de la unión del Gran y Pequeño Meurthe, los cuales a su vez nacen cerca del col de la Schlucht y Ban, respectivamente. Desemboca en el Mosela entre Frouard y Pompey, tras un curso de 159 km por los departamentos de Vosgos y Meurthe y Mosela.
Su cuenca comprende 3085 km². Hasta principios del siglo XX, 118 km del río se utilizaban para el transporte de madera por flotación. Pasa por la ciudad de Nancy.